# منبولو
منبولو (به فرانسوی: Montbolo) یک کمون در فرانسه با جمعیت ۱۴۵ نفر است که در Canton of Arles-sur-Tech واقع شده‌است.